# Arkadiusz Karapuda
Arkadiusz Karapuda (ur. 8 października 1981 w Żyrardowie) – polski artysta wizualny, malarz. Asystent w Pracowniach Malarstwa na Wydziale Malarstwa Akademii Sztuk Pięknych w Warszawie kolejno: prof. Marka Sapetto (2007-2010) oraz prof. Stanisława Baja (2010-2013), gdzie następnie pracował na stanowisku adiunkta (2013-2017). Od 2017 roku Profesor ASP, prowadzący Pracownię Rysunku dla studentów I roku w macierzystej jednostce. W latach 2016–2019 prodziekan ds. nauki i badań naukowych Wydziału Malarstwa ASP w Warszawie. Mieszka i pracuje w Warszawie.

## Wykształcenie
W latach 2002–2007 studiował malarstwo w warszawskiej Akademii Sztuk Pięknych. W roku 2007 uzyskał dyplom z wyróżnieniem rektorskim w Pracowni Malarstwa prof. Marka Sapetto. Aneks do dyplomu przygotował w Pracowni Technik i Technologii Malarstwa Ściennego, pod kierunkiem Edwarda Tarkowskiego. W roku 2011 uzyskał stopień doktora, a w roku 2018 stopień doktora habilitowanego w dziedzinie sztuki plastyczne, w dyscyplinie artystycznej sztuki piękne.

## Twórczość
Malarska twórczość Karapudy w początkowym okresie dotyczyła głównie człowieka, przedmiotu i przestrzeni, oraz połączenia tych elementów w dowolnych układach. Autor często pracował w kilku lub kilkunastoelementowych cyklach malarskich m.in. Przekraczanie (2007), Azyle (2009), Coś tam było! Człowiek! (2010). W swoich kompozycjach malarskich chętnie odwoływał się do tradycji zarówno w warstwie formalnej, jak i treściowej, której nadawał wymiar uniwersalny. Od około 2013 r. artysta poszerzył swoją aktywność artystyczną o rysunek, obiekt i formy fotograficzne. Prace malarskie Karapudy z lat 2013-2017 to przede wszystkim badanie relacji pomiędzy umownością a iluzją oraz zgłębianie wątków i tematyki dotyczących kategorii przestrzeni i miejsca. W roku 2018 autor przeformułował swój malarski idiom, aby w narracyjnych kompozycjach malarskich zawrzeć konceptualny namysł nad napięciami wytwarzanymi pomiędzy słowem i obrazem. Autor dwudziestu wystaw indywidualnych i uczestnik ponad stu wystaw zbiorowych. Prace w zbiorach: Collection of Luciano Benetton Foundation, Fundacji Polskiej Sztuki Nowoczesnej, Płockiej Galerii Sztuki, Muzeum Chełmskiego w Chełmie, Fundacji Marka Marii Pieńkowskiego, Collection of 798 ArtZone.

## Wybrane wystawy

### Wystawy indywidualne
- 2018: Fragmenty, Galeria XX1, Warszawa[6][5]
- 2017: Wszędzie i nigdzie / Vśude a nikde, Galerie Mesta Trince, Trzyniec, Czechy[5]
- 2016: 
  - Miejsca-Nie-Miejsca, Galeria Promocyjna, Warszawa[5]
  - Byty pojedyncze, Galeria ES, Międzyrzec Podlaski[5]
- 2015: 
  - 9x5, Galeria Przystanek, Przystanek Kultura, Piaseczno[5]
  - Moduł, Galeria Podlaska, BCK, Biała Podlaska[5]
  - Natura-Miejsce-Kultura (wraz z Aleksandrą Bujnowską), Płocka Galeria Sztuki, Płock[5]
- 2014: Deska, triki i życie (wraz z Aleksandrem Ryszką), Galeria Wizytująca, Warszawa[5]
- 2012:
  - Mit koryncki (w ramach projektu: 1/∞), Galeria A19, Stacja Metra Marymont, Warszawa[5]
  - Fantazmaty platońskie, Galeria RAL 9010, Warszawa[5]
- 2011: Coś tam było! Człowiek!, Galeria Aula, Akademia Sztuk Pięknych w Warszawie[5]
- 2010: Varia, Galeria „Wystawa”, Warszawa[7][5]
- 2009:
  - Malarstwo, Muzeum Ziemi Chełmskiej im. Wiktora Ambroziewicza, Chełm[5]
  - Malarstwo, Galeria Promocyjna, Warszawa[5]
  - Tu i tam, Galeria Krytyków Pokaz, Warszawa[5]
  - Azyle, Galeria XX1 – Kuchnia, Warszawa[5]
- 2008: Przekraczanie, Galeria Działań, Warszawa[5]
- 2007: Okolice człowieka, Bałtycka Galeria Sztuki Współczesnej, Ustka[5]
- 2006: Pomiędzy – malarstwo, rysunek, obiekty, Galeria Salon Sztuki 49, Warszawa[5]

### Wybrane wystawy zbiorowe
- 2018:
  - Lejanias, arte joven polaco en la colección de K. Musiał, Centre del Carme, Walencja, Hiszpania
  - Konkret/Dyskurs/Kod, Galeria EL, Elbląg
  - Join the Dots / Unire le distanze, Salone degli Incanti, Triest, Włochy
  - Esame čia, Meno Parkas Galerija, Kowno, Litwa
  - Większy niż szafa, Galeria Salon Akademii, Warszawa[8][5]
  - Obraz/obiekt, Galeria 72, Muzeum Ziemi Chełmskiej im. Wiktora Ambroziewicza, Chełm[5]
- 2017
  - Surface/Powierzchnia, Galeria Bardzo Biała, Warszawa[5]
  - Fields of Vision, w ramach: NATUR-AL (L), 15 Art Stays Festival, Galerija FO.VI, Kidričevo, Słowenia[5]
  - Tu jesteśmy / Wybrane prace z kolekcji Krzysztofa Musiała, Centrum Sztuki Współczesnej w Toruniu[5]
  - After China, Mestna Galerija Ptuj, Ptuj, Słowenia[5]
  - The eagle has landed: Apollo 11 – Next Step, Ausstellungzentrum Pyramide Berlin, Berlin, Niemcy[5]
- 2016
  - Insight China – Painting of the world, 1st Silk Road Cultural Expo, Dunhuang, Chiny[5]
  - Central Eastern European Artists in Guizhou, FutureArk 798 Art Center, Guiyang, Chiny[5]
  - Między systemami, Centro de Arte Contemporáneo “Francisco Hernández”, Malaga, Hiszpania[5]
- 2015
  - StrichPunktEnter, Univeristat der Kunste, Berlin[5]
  - Orzeł wylądował: Apollo 11 – 45 lat później, Galeria Działań, Warszawa, Galeria BWA, Zielona Góra[5]
- 2014
  - Droga do wolności, Płocka Galeria Sztuki, Płock[5]
  - Landschaft, landschaft…, Galeria aTAK, Warszawa[5]
  - Kompleksy i Frustracje, Galeria Labirynt, Lublin[5]
  - Inna formuła obrazu, Galeria Salon Akademii, Warszawa[5]
- 2013
  - Smaki Italii, Miejska Galeria Sztuki, Częstochowa[5]
  - Chłodne spojrzenie, Galeria Salon Akademii, Warszawa[5]
  - Sjesta, z cyklu: Pejzaż Południa, Galeria aTAK, Warszawa[5]
  - Produkcja, Galeria Promocyjna, Warszawa[5]
  - Geometria i Metafora z Kolekcji Galerii 72, Muzeum Południowego Podlasia w Białej Podlaskiej[5]
- 2012
  - 24 Festiwal Polskiego Malarstwa Współczesnego Szczecin 2012, Zamek Książąt Pomorskich w Szczecinie[5]
  - Dlaczego nie wszyscy kochamy przygody. Opowieść o Janku Dziaczkowskim, Centrum Sztuki Współczesnej Zamek Ujazdowski, Warszawa[5]
- 2011
  - 71369, Galeria EL, Elbląg[5]
- 2010
  - Vanishing Point, Galeria XX1, Warszawa
  - DUŻY FORMAT, mały format, Galeria 72, Chełm[5]
- 2009
  - Femeia in Arta – Galeria de Arta – Comrat, Galeria de Arta – Balti, Centrul Expozitional Brancusi, Cisnau; Mołdawia
  - Przestrzeń malarstwa, Galeria Test, Warszawa
  - Aktualny Obraz – 60 lat Wydziału Malarstwa ASP w Warszawie, Królikarnia – Oddział Muzeum Narodowego w Warszawie, Centrum Sztuki Współczesnej Elektrownia w Radomiu, Akademia Sztuk Pięknych w Petersburgu
  - Komunikacja przestrzenna, – Karapuda, Przybylski, Rudnicki, Galeria BWA, Kielce

## Nagrody, stypendia i wyróżnienia
- 2014: Stypendium Ministra Kultury i Dziedzictwa Narodowego[5]
- 2013: Stypendium Fundacji Kultury Polskiej[5]
- 2012: Nagroda Marszałka Województwa Zachodniopomorskiego w 24 Festiwalu Polskiego Malarstwa Współczesnego w Szczecinie[9][5]
- 2009: Nagroda rektora ASP[5]
- 2008: 
  - Stypendium „Inicjatywy Entry”[10][5]
  - Główna Nagroda w 7. Międzynarodowych Warsztatach Malarskich – Pieńków 2008[5]
- 2007: 
  - Nagroda im. Józefa Szajny za pracę dyplomową[1][5]
  - Nagroda Banku BPH za Pracę Dyplomową pt. „Przekraczanie”[1][5]
  - Nagroda europoseł do Parlamentu Europejskiego p. Ewy Tomaszewskiej[5]
- 2005: Stypendium Ministra Kultury i Sztuki[1][5]
- 2004: Nagroda rektora ASP